# اللغة الفولانية
تعتبر اللغة الفولانية من أكثر اللغات الأفريقية انتشارا، قد بدأت كتابتها منذ عدة قرون، وازدادت أهمية كتابتها في النصف الثاني من القرن العشرين، حيث اهتمت بها المؤسسات التعلمية والأكادمية الأفريقية والأجنبية. فاكتسبت رصيدا أكاديميا في شتى المجالات اللغوية والثقافية والدينية والأدبية وغيرها. فهي لغة تخاطب بين أبناء الأمة الفولانية وكذلك القبائل المجاورة والمتزاوجة معهم في كثير من الدول الأفريقية.
وكانت اللغة الفولانية قبل الاستعمار لغة إدارة في بعض الممالك مثل الدولة الإمامية في غرب أفريقيا في القرن السابع عشر الميلادي وغيرها.
وساعد انتشار اللغة الفلانية دور الزعماء الدينيين الفولانيين في نشر الإسلام من غرب أفريقيا إلى شرقها أمثال الشيخ عمر بن سعيد الفوتي تال، والشيخ عثمان بن فوديو وغيرهما، ثم أبنائهم وأحفادهم فيما بعد.

## أصل اللغة
تنتمي اللغة الفلانية Fulfulde إلى أسرة اللغات النيجيرية الكونغوية، وهي الأسرة التي تنتمي إليها فرع الكونغو الذي يتشعّب إلى ست شعب منها شعبة اللغات الأطلسية الغربية، وتصنف اللغة الفولانية
تحت هذه الشعبة. وهذا هو التعريف الذي خرج به العالم الأمريكي جوزيف غرينبيرج، وهو الرأي المقبول لدى كثير من علماء اللغة تحديد الأسرة التي تنتمي إليها اللغة الفلانية.
بما أن أطروحة هذا المقال تستند على معطيات تاريخية وثقافية، مادية وغير مادية، وأن اللغة مرآة للثقافة، فسوف نحاول في هذا الجزء من المقال استجلاء بعض المعطيات اللغوية التي تعضد أطروحتنا، لا سيما وأن مفاهيم الفولانيين للكائنات حولهم وكذا فلسفتهم في الحياة نجدها مجسَّدة في لغتهم، ليس فقط في ألفاظها كما هو الحال في اللغات الأخرى، بل في أبنيتها الصرفية والنحوية. ولكن قبل أن ندخل في الموضوع ينبغي الإشارة مرة أخرى إلى الإشكال القائم حول العلاقة بين الفولانيين كمجموعة إثنية من ناحية، واللغة الفولانية التي يتحدثونها اليوم من ناحية أخرى. فقد رأينا في ما تقدم أن شعب الفولاني قادم من خارج القارة الإفريقية، وهذا أمر يكاد يحظى باتفاق العلماء. غير أن اللغة التي يتحدثونها هي لغة مجموعات إسمية (Noun Class Language)، ولها صلة رحم باللغات السنغالية واللغات البانتوية. فبهذا المعنى، إنها لغة إفريقية صرفة لم يجد علماء اللغة أمثلة لفصيلتها اللغوية خارج القارة الإفريقية. على أية حال، حتى إذا صدق الرأي القائل إنه ربما يكون الفولانيون قد تخلوا عن لغتهم الأصلية وتبنوا هذه اللغة الإفريقية لغةً لهم، فإن إفريقيتها تنحصر في ألفاظها وتراكيبها، بينما ترجع المفاهيم التي تقوم عليها إلى ثقافة الفولانيين ونظرتهم للحياة.
إن أهم ما يميز اللغة الفولانية - وكذلك بقية لغات الفصيلة التي تنتمي إليها – هو أن أسماء كل الكائنات تتوزع في نظام مجموعات، تنضوي كل مجموعة تحت حقل دلالي معين وينتظمها (أي المجموعة) نمط صرفي خاص بها من حيث الإفراد والجمع. فمثلاً كل الأسماء التي تشير إلى مجموعة الآدميين (الإنسان) نجد المفرد منها ينتهي باللاحق (suffix) o-، والجمع باللاحق e– كما في كلمة gorko «رجل» وجمعها worb’e «رجال»، وكلمة laamiid’o «ملك» وجمعها laamii;’e «ملوك». ونجد أسماء السوائل كلها تنتهي باللاحق am-، كما في كلمة ndiam «ماء» و kosam «لبن»، وهكذا في بقية المجموعات. وتحتوي اللغة الفولانية (لهجة الوسط – نيجيريا) على خمس وعشرين مجموعة من هذا النوع، كل منها يضم عدداً من الأسماء (nouns) يتراوح بين حوالي عشرين وثمانين اسماً تقريباً، باستثناء مجموعتين، هما: مجموعة (nge-class) nge التي تضم ثلاثة أسماء فقط، ومجموعة (kol-class) وقوامها اسم واحد فقط. إن الملفت للنظر في مجموعة nge ليس فقط اقتصارها على ثلاثة أسماء، بل إن هذه الأسماء، على عكس ما هو الحال في المجموعات الأخرى كالآدميين والسوائل، يصعب من الوهلة الأولى التعرف على أي رابط دلالي بينها يبرر تصنيفها في مجموعة واحدة. والأسماء الثلاثة هي: «البقرة» nagge ، و«الشمس» naange و«النار» yiite.
إذا تذكرنا أن كل الفولانيين في الأساس كانوا رعاة أبقار قبل أن يهجر بعضهم حياة البداوة، نجد أن البقرة تمثل كل شيء في حياتهم، بل (في مفهوم المجموعات البدوية منهم) هي أسباب وجودهم raison d'etre، حيث يعتقدون أنهم خلقوا لخدمتها: يتعاملون معها بنوع من القدسية، فيقسمون بحوافرها ويتواصلون معها، إذ إن أبقار الامبرورو لا ترعى إلا إذا وقف الراعي في هيئة معينة وأعطاها الضوء الأخضر للانطلاق في الرعي.